# 制風龜
制風龜（白話字：tsè-hong-ku），是台灣民間傳說中的幻獸，擁有平息風的異能。

## 外觀與能力
制風龜的外表大致上與一般的龜無異，傳說牠居住於深山山谷中，偶爾會下山遊歷，那時牠的腳下會有四隻小龜載著牠移動。只要牠現身、或者吼叫，大風便會停息。

## 傳說
在雲林縣的山谷中，『樵夫曾望見之，究神異不可得』。又，清朝年間據說有個安平港的漁民抓到一隻制風龜，大約六寸（約二十公分），某個王姓官員覺得那隻龜很奇特，便把牠買回家。當天晚上漁民被龜靈託夢要求釋放，漁民醒來後便趕緊將牠贖回，放回水中。